# 坂崎紫瀾
坂崎紫瀾（さかざき しらん，1853年12月18日—1913年2月17日），是明治期的新聞工作者，講談師，小説家，歷史研究者，自由民權運動家。本名坂崎斌（さかざき さかん）。
與其有關的報社分別有『自由新聞』『絵入自由新聞』『浪華新聞』『今日新聞』『東西新聞』『大同新聞』『國會』『讀賣新聞』『東京新聞』『法律新聞』。著作則為『汗血千里駒』『勝伯事跡開城始末』『鯨海醉侯』。

## 生涯
有個土佐藩的藩醫父親，並生於江戶鍛冶橋的土佐藩邸。安政2年（1855年），因為安政大地震的關係，於是整個家族搬回到高知，父親並以醫生的身分開業，斌則在土佐藩校致道館讀書並迅速嶄露頭角，並因此擔任句讀師等工作。在致道館中，有之後以政治小説家身分而成名的宮崎夢柳（芙蓉），明治期日本漢詩界的領袖人物土居通豫（香國），兩人也都成為他一生的好友。
歷經明治維新後的明治5年（1872年），20歳時於彥根的舊藩校擔任教官，但短時間後就辭職，並進入俄羅斯正教會修道士日本的聖尼古拉開辦的學校，並在大教院有職務。明治7年（1874年），參與愛國公黨的設立。同年，成為大教院‧『教會新聞』的記者，並因此與新聞報導結緣。明治8年（1875年），出任司法省十五等職位，翌年前往松本法院赴任，但一年後辭職，並擔任『松本新聞』的主編。該報導也提倡要開設國會，打破藩閥政治，男女平等，實行普選等自由民權運動的主張。由於影響了長野縣的松沢求策等人，因此讓他被評價為是種下自由民權運動種子的人物。
明治11年（1878年）回到高知，在縣廳學務課任職。明治13年（1880年）7月，擔任剛創立的『高知新聞』主編。9月開始，開始連載維新時期活躍的志士，間崎滄浪，平井收二郎，坂本龍馬等人登場的歷史小説「南の海血汐の曙」。
明治14年（1881年），與板垣退助一起進行長期的東北行，12月，回到高知並因為政治演說的問題，讓他在一年內被禁止在高知縣進行政治演說。於是他很快取得街頭藝人的執照並創立民權一座，並自號馬鹿林鈍翁，1月時進行第1次公開表演，第2天，由於内容有政治演說的內容，其開頭的一句話觸犯不敬之罪而被迫中止，並因此受到追訴而被判決監禁3個月，罰金20圓，受監視6個月。雖然他有提出上訴，但在翌年被駁回而確定並遭到收押。獲得保釋後的明治16年（1883年），在『土陽新聞』開始連載坂本龍馬的傳記「汗血千里駒」。就連插畫也有高度的人氣，因此連載時，就被大阪複數的出版社發行單行本，之後透過春陽堂等出版社出版，而獲得廣大的閱讀。
明治17年（1884年），受『自由燈』的招待而上京，以後明治36年（1903年）之前，在各種新聞，雜誌，紙上發表論述，小說，漢詩，一方面還書寫後藤象二郎，林有造，陸奧宗光等人的傳記。在東京開設私塾，並教導出福田英子等人。明治27年（1894年）以記者身分前往朝鮮的京城，並前往視察牙山。
大正元年（1912年），其著作『維新土佐勤王史』付梓。是在這之前的維新史研究之集大成之作，由於明治37年（1904年）以後，無法確認其履歷職務，因此被認為他在傾盡心力執筆該書。之後他還在文部省維新史料編纂局有職務，大正2年（1913年）2月過世。
然後，讓坂本龍馬在今日能夠廣為人知，雖然是受到司馬遼太郎小説『龍馬來了』為首的創作作品的影響，但坂崎的「汗血千里駒」可以說是它們的原型作品。特別是「生性自由闊達而且度量廣大」等現代日本人熟知之龍馬的個性，也是由這部作品所描寫出來。另外龍馬一生被姊姊坂本乙女，楢崎龍，千葉佐那等個性強烈的女性圍繞在旁，這也能看出是坂崎的設計。因此被認為這與坂崎終生的主張即擴張女權有關。
東洋大學名誉教授，也是分析哲學者的坂崎侃（さかざき かん）是他的兒子。

## 關連項目
- 龍馬傳（2010年，NHK大河劇） - 坂崎（演：濱田學），由晩年的岩崎彌太郎向他敘說龍馬的一切而展開整個故事。

## 外部連結
- 高知市立自由民權記念館（2010年1月5日到3月28日『新聞插畫展　最初的龍馬一代記「汗血千里駒」的世界』開展）